# Brookhaven RP
Brookhaven RP es una experiencia de la plataforma de videojuegos Roblox. Se hizo viral en la temporada de cuarentena donde todos los jugadores hacían roleplay y jugaban.   El videojuego fue comprado en 2025 por la compañía Voldex Games. 

## Historia del videojuego
El juego fue creado el 20 de abril de 2020 por Wolfpaq, con la ayuda de Aidanleewolf,  como un videojuego de rol. El videojuego de Roblox ganó el premio Kids Choice Awards en 2022 y 2023 por Favourite Video Game (videojuego favorito).  También ganó dos Roblox Innovation Awards en 2024. Ganó el Best Roleplay y Best Social Hangout.   A partir de la creación del videojuego, consiguió récords de jugadores simultáneos, teniendo más de 1 062 000 jugadores.  Diariamente el juego consigue entre 400 000 y 1 000 000 de jugadores. 

## Administradores
El juego fue inicialmente creado por Wolfpaq con una ayuda de Aidanleewolf, lanzado en abril de 2020.  El videojuego fue comprado por Voldex el 4 de febrero del 2025 por una supuesta inversión de Raine Partners y Shamrock Capital.  

## Ve también
- Roblox
- Lua